# 9681 Sherwoodrowland
9681 Sherwoodrowland (4069 P-L) là một tiểu hành tinh vành đai chính.